# VH1 Россия
VH1 Россия war der russische Ableger des US-Senders VH1, der von MTV Networks betrieben wurde. Am 1. Juni 2010 wurde der Sendebetrieb eingestellt. Zum Programm-Kernbereich gehörten Musikvideos der russischen Rock- und Popmusik der 1980er, 1990er und 2000er Jahre sowie zeitgenössische Hits. Die Zielgruppe umfasste Zuschauer im Alter von 14 bis 45 Jahren.

## Hintergrund
Das Programm von VH1 Россия begann am 1. Dezember 2005 mit einem Musikvideo der russischen Band Kino. Als Besonderheit zeigte der Sender ab März 2010 als einer der ersten in Russland japanische Rockmusik. Zunächst sollte der Sendebetrieb am 1. April 2010 eingestellt werden, jedoch wurde der Termin später auf den 1. Juni 2010 verschoben. Vom 31. Mai auf den 1. Juni 2010 um Mitternacht Moskauer Zeit beendete der Sender sein Programm mit dem Titel Resistance der britischen Band Muse.

## Sendungen
- VH1 Hits
- Итак 80е (Nun die 80er)
- Итак 90е (Nun die 90er)
- Дом 70-х (Haus 70-x)
- VIP-файл (VIP-Datei)
- День свадьбы (Hochzeitstag)
- Звездная жизнь (Stellars Leben)
- Альбом-чарт (Album-Charts)
- Полный доступ (Voller Zugriff)
- Top10 самых популярных (Top 10 der beliebtesten …)
- Один день с (Ein Tag mit …)
- Все о (Alles über …)
- Дневник (Tagebuch)
- По домам (Auf Häuser)
- Концертный зал (Concert Hall)
- Календарь VH1 (Kalender VH1)
- Лёгкие деньги (Leicht verdientes Geld)
- Алло, ТВ! (Hallo, TV!)
- Ночной клуб (Nachtklub)
- Мобильный джем (Mobile Marmelade)
- Тайны судьбы (Geheimnisse des Schicksals)
- Тогда и сейчас (Damals und heute)